# Hampont
Hampont és un municipi francès, situat al departament del Mosel·la i a la regió del Gran Est. L'any 2007 tenia 208 habitants.

## Demografia

### Població
El 2007 la població de fet de Hampont era de 208 persones. Hi havia 82 famílies, de les quals 20 eren unipersonals (4 homes vivint sols i 16 dones vivint soles), 31 parelles sense fills, 27 parelles amb fills i 4 famílies monoparentals amb fills.
La població ha evolucionat segons el següent gràfic:
Habitants censats

### Habitatges
El 2007 hi havia 94 habitatges, 85 eren l'habitatge principal de la família, 6 eren segones residències i 3 estaven desocupats. 85 eren cases i 8 eren apartaments. Dels 85 habitatges principals, 73 estaven ocupats pels seus propietaris, 9 estaven llogats i ocupats pels llogaters i 4 estaven cedits a títol gratuït; 2 tenien dues cambres, 5 en tenien tres, 13 en tenien quatre i 66 en tenien cinc o més. 70 habitatges disposaven pel capbaix d'una plaça de pàrquing. A 35 habitatges hi havia un automòbil i a 40 n'hi havia dos o més.

### Piràmide de població
La piràmide de població per edats i sexe el 2009 era:
| Homes | Edats   | Dones |
| ----- | ------- | ----- |
| 0     | 95 o +  | 0     |
| 0     | 90 a 94 | 0     |
| 0     | 85 a 89 | 0     |
| 0     | 80 a 84 | 0     |
| 4     | 75 a 79 | 4     |
| 8     | 70 a 74 | 4     |
| 0     | 65 a 69 | 12    |
| 4     | 60 a 64 | 8     |
| 0     | 55 a 59 | 0     |
| 24    | 50 a 54 | 0     |
| 4     | 45 a 49 | 12    |
| 8     | 40 a 44 | 8     |
| 16    | 35 a 39 | 8     |
| 8     | 30 a 34 | 4     |
| 8     | 25 a 29 | 8     |
| 8     | 20 a 24 | 8     |
| 12    | 15 a 19 | 0     |
| 4     | 10 a 14 | 0     |
| 8     | 5 a 9   | 12    |
| 0     | 0 a 4   | 8     |

## Economia
El 2007 la població en edat de treballar era de 134 persones, 85 eren actives i 49 eren inactives. De les 85 persones actives 79 estaven ocupades (47 homes i 32 dones) i 6 estaven aturades (3 homes i 3 dones). De les 49 persones inactives 19 estaven jubilades, 16 estaven estudiant i 14 estaven classificades com a «altres inactius».

### Ingressos
El 2009 a Hampont hi havia 76 unitats fiscals que integraven 196 persones, la mediana anual d'ingressos fiscals per persona era de 20.853 €.

### Activitats econòmiques
Els 2 establiments que hi havia el 2007 eren d'empreses de transport.
L'any 2000 a Hampont hi havia 5 explotacions agrícoles que ocupaven un total de 880 hectàrees.

## Equipaments sanitaris i escolars
El 2009 hi havia una escola elemental.

## Poblacions més properes
El següent diagrama mostra les poblacions més properes.